# ظرف آگار
ظرف آگار(به انگلیسی: Agar plate) نمونه‌ای از یک پتری دیش است که حاوی مواد رشد دهنده (معمولاً آگار و دیگر مواد مغزی) می‌باشد و برای رشد اورگانیسم ها و گیاهان ریز استفاده می‌شود. دلیل اصلی استفاده از آگار جامد کردن محیط کشت می باشد.
صفحه آگار یک ظرف پتری است که حاوی یک محیط رشد جامد شده با آگار است که برای کشت میکروارگانیسم ها استفاده می شود. گاهی اوقات ترکیبات انتخابی برای تأثیرگذاری بر رشد اضافه می‌شوند، مانند آنتی‌بیوتیک‌ها.
پینر 96 برای انجام سنجش نقطه ای با سلول های مخمر، قارچی یا باکتریایی استفاده می شود
میکروارگانیسم‌های منفرد که روی صفحه قرار می‌گیرند به کلونی‌های منفرد تبدیل می‌شوند، که هر یک کلون از نظر ژنتیکی با ارگانیسم اجداد منفرد یکسان است (به جز نرخ پایین و غیرقابل اجتناب جهش). بنابراین، این صفحه را می توان برای تخمین غلظت موجودات در یک کشت مایع یا رقت مناسب آن فرهنگ با استفاده از شمارنده کلنی، یا برای تولید کشت های خالص ژنتیکی از یک فرهنگ ترکیبی از ارگانیسم های مختلف ژنتیکی استفاده کرد.
روش‌های مختلفی برای جداسازی سلول‌ها وجود دارد. یکی از این تکنیک ها به عنوان "خط کشی" شناخته می شود. در این روش، یک قطره از کشت در انتهای یک حلقه سیم نازک و استریل، که گاهی اوقات به عنوان تلقیح کننده شناخته می شود، در سطح آگار رگه زده می شود و ارگانیسم ها را پشت سر می گذارد، تعداد بیشتری در ابتدای رگه و یک عدد پایین تر در پایان در برخی از مراحل در طول یک "رگه" موفقیت آمیز، تعداد ارگانیسم های رسوب شده به اندازه ای خواهد بود که کلنی های جداگانه در آن منطقه رشد می کنند که ممکن است برای کشت بیشتر با استفاده از یک حلقه استریل دیگر حذف شوند.
روش دیگر برای آبکاری موجودات، در کنار رگه‌بندی، روی صفحات آگار، آنالیز نقطه‌ای است. این نوع تجزیه و تحلیل اغلب برای بررسی زنده ماندن سلول ها استفاده می شود و با پینرها (اغلب به آنها قورباغه نیز گفته می شود) انجام می شود. روش سوم استفاده از مهره های شیشه ای استریل برای خارج کردن سلول ها است. در این روش، سلول ها در یک کشت مایع رشد می کنند، که در آن حجم کمی روی صفحه آگار پیپت می شود و سپس با دانه ها پخش می شود. Replica plating تکنیک دیگری است که برای لایه برداری سلول ها در صفحات آگار استفاده می شود. این چهار تکنیک رایج ترین هستند، اما سایر تکنیک ها نیز ممکن است. بسیار مهم است که به روشی استریل کار کنید تا از آلودگی روی صفحات آگار جلوگیری شود. بنابراین آبکاری اغلب در کابینت جریان آرام یا روی میز کار در کنار مشعل بونزن انجام می شود.

## تاریخچه
در سال 1881، فانی هسه که به عنوان تکنسین برای همسرش والتر هسه در آزمایشگاه رابرت کخ کار می کرد، آگار را به عنوان یک عامل تنظیم موثر پیشنهاد کرد، زیرا برای مدتی مرباسازی رایج بود.

## انواع
نمونه ای از الگوریتم بررسی عفونت باکتریایی احتمالی در مواردی که هیچ هدف مشخصی درخواست نشده است (غیر باکتری ها، مایکوباکتری ها و غیره)، با اکثر موقعیت ها و عواملی که در یک بیمارستان محلی نیوانگلند دیده می شوند. صفحات آگار مختلف برای منابع نمونه مختلف استفاده می شود، همانطور که در ربع بالا سمت چپ دیده می شود.
مانند سایر محیط های رشد، فرمولاسیون آگار مورد استفاده در پلیت ها ممکن است به عنوان "تعریف شده" یا "تعریف نشده" طبقه بندی شود. یک محیط تعریف شده از مواد شیمیایی منفرد مورد نیاز ارگانیسم سنتز می شود، بنابراین ترکیب مولکولی دقیق آن مشخص است، در حالی که یک محیط تعریف نشده از محصولات طبیعی مانند عصاره مخمر ساخته می شود که ترکیب دقیق آن ناشناخته است.
صفحات آگار ممکن است به صورت مجاز، با هدف اجازه دادن به رشد هر ارگانیسم موجود، یا محدود کننده یا انتخابی، تنها با هدف اجازه دادن به رشد زیرمجموعه خاصی از آن موجودات، فرموله شوند. این ممکن است به شکل یک نیاز تغذیه ای باشد، برای مثال ارائه یک ترکیب خاص مانند لاکتوز به عنوان تنها منبع کربن و در نتیجه انتخاب تنها ارگانیسم هایی که می توانند آن ترکیب را متابولیزه کنند، یا با گنجاندن یک آنتی بیوتیک خاص یا ماده دیگر برای انتخاب تنها ارگانیسم هایی که در برابر آن ماده مقاوم هستند. این تا حدی با رسانه های تعریف شده و تعریف نشده مرتبط است. محیط‌های تعریف‌نشده، ساخته‌شده از محصولات طبیعی و حاوی ترکیبی ناشناخته از مولکول‌های آلی بسیار زیاد، معمولاً از نظر تأمین نیازهای طیف گسترده‌تری از موجودات، راحت‌تر هستند. در مقابل، رسانه های تعریف شده را می توان دقیقاً برای انتخاب ارگانیسم هایی با ویژگی های خاص تنظیم کرد.
صفحات آگار همچنین ممکن است صفحات شاخصی باشند که در آنها ارگانیسم‌ها بر اساس رشد انتخاب نمی‌شوند، اما در عوض با تغییر رنگ در برخی از کلنی‌ها، که معمولاً در اثر عمل یک آنزیم بر روی برخی از ترکیبات اضافه شده به محیط ایجاد می‌شود، متمایز می‌شوند.
این پلیت ها بسته به آزمایشی که انجام می شود به مدت 12 ساعت تا چند روز انکوبه می شوند.
انواع پرکاربرد صفحات آگار عبارتند از:

### آگار خون
همولیز گونه های استرپتوکوک. (سمت چپ) α-همولیز (S. mitis). (وسط) β-همولیز (S. pyogenes). (راست) γ-همولیز (= غیر همولیتیک، S. salivarius)
صفحات آگار خون (BAPs) حاوی خون پستانداران (معمولاً گوسفند یا اسب)، معمولاً در غلظت 5-10٪ هستند. BAP ها غنی می شوند و از محیط های دیفرانسیل برای جداسازی ارگانیسم های سختگیر و شناسایی فعالیت همولیتیک استفاده می شود. فعالیت بتا همولیتیک لیز و هضم کامل محتویات گلبول های قرمز خون اطراف یک کلنی را نشان می دهد. به عنوان مثال می توان به استرپتوکوک همولیتیکوس اشاره کرد. α-همولیز فقط باعث لیز جزئی گلبول های قرمز خون می شود (غشای سلولی دست نخورده باقی می ماند) و به دلیل تبدیل هموگلوبین به متهموگلوبین سبز یا قهوه ای به نظر می رسد. یک مثال از این می تواند استرپتوکوک ویریدانس باشد. γ-همولیز (یا غیر همولیتیک) اصطلاحی است که به فقدان فعالیت همولیتیک اشاره دارد. BAPها همچنین حاوی عصاره گوشت یا عصاره مخمر، تریپتون، کلرید سدیم و آگار هستند.

### آگار شکلاتی
آگار شکلاتی نوعی صفحه خون آگار است که در آن سلول های خونی با حرارت دادن سلول ها تا دمای 80 درجه سانتی گراد لیز می شوند. از آن برای رشد باکتری های تنفسی سریع مانند هموفیلوس آنفولانزا استفاده می شود. شکلات آگار به دلیل رنگ آن نامگذاری شده است و هیچ شکلاتی در بشقاب موجود نیست.

### تایر-مارتین آگار
آگار تایر مارتین یک آگار شکلاتی است که برای جداسازی نایسریا گونوره و نایسریا مننژیتیدیس طراحی شده است.
تیوسولفات-سیترات-نمک های صفراوی-ساکارز آگار
تیوسولفات-سیترات-نمک های صفراوی-ساکارز آگار رشد گونه های ویبریو از جمله ویبریو کلرا را افزایش می دهد.